# Bildung

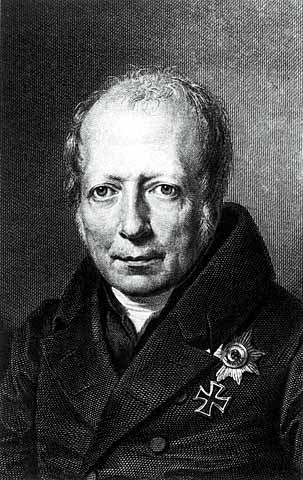
Wilhelm von Humboldt.

El término bildung (en alemán: 'formación') se refiere en la tradición alemana al cultivo de uno mismo, en donde la filosofía y la educación están vinculadas de manera tal que se refiere a un proceso de la maduración personal y cultural. Esta maduración se describe como una armonización de la mente del individuo y el corazón, y en la unificación de la individualidad e identidad dentro de la sociedad en general, como lo demuestran con la tradición literaria de la Bildungsroman. En este sentido, el proceso de armonización de la mente, el corazón, la individualidad y la identidad, se logra a través de una transformación personal, que presenta un desafío a las propias creencias aceptadas. En los escritos de Hegel, el desafío de crecimiento personal a menudo implica una alienación dolorosa de la propia "conciencia natural" que lleva a la reunificación y el desarrollo de uno mismo. Del mismo modo, a pesar de que la cohesión social requiere de instituciones bien formadas, también requiere una diversidad de individuos con la libertad (en el sentido positivo del término) para desarrollar una amplia variedad de talentos y habilidades, y esto requiere la acción (agencia) personal.
De esta manera, la educación (Erziehung-Ausbildung) implica la formación del ser humano con respecto a su propia humanidad, así como sus habilidades intelectuales innatas. El término Bildung también se corresponde con el ideal de educación, en el sentido que le da Wilhelm von Humboldt. En este contexto, el concepto de educación se convierte en un proceso permanente de desarrollo, en lugar de la mera instrucción en la obtención de cierto conocimiento externo o habilidades. La educación es vista entonces como un proceso en el que las sensibilidades espirituales y culturales de un individuo, así como la vida, las habilidades personales y sociales, se encuentran en proceso de continua expansión y crecimiento. Bildung es visto como una manera de ser más libre debido a la reflexión con un «uno mismo» superior.
De forma más explícita, en los escritos de Hegel, la tradición Bildung rechaza la metafísica pre-kantiana de un Ser, por una metafísica post-kantiana de experiencia que rechaza las lecturas universales. Así, el cumplimiento se logra a través de la actividad práctica que promueve el desarrollo de los talentos y habilidades individuales, que a su vez conducen al desarrollo de la propia sociedad, no limitándose a aceptar el statu quo sociopolítico, sino incluyendo la posibilidad de participar en una crítica de la sociedad en la que se vive, y en última instancia desafiar a la sociedad, para actualizar sus ideales más altos. Hoy en día la educación en Alemania es vista como el deber de los padres y la Bildung como el deber de la escuela.

## Escuela diversificada
De todos los modelos de escuela diversificada, el más influyente desde el siglo XIX es el prusiano, cuyo espíritu rige la primacía de la bildung y recoge el sistema educativo alemán, referente para las reformas educativas de finales del siglo XX por el hecho de que Alemania es una de las economías más competitivas de Europa. A nivel educativo, la principal característica de Alemania reside en que ha sabido conservar la tradición de la bildung y la tradición vocacional de los gremios artesanales en la formación práctica o realschule.